# Kulturteknik
Kulturteknik (av tyska Kulturtechnik) är ett samlingsnamn för tekniska lösningar inom lantbruket, främst anläggandet av diken och bevattningskanaler (agronomisk hydroteknik), ett ämne i gränslandet mellan väg- och vattenbyggnad och agrikultur.
I Sverige har det under 1900-talet funnits professurer och lärartjänster i kulturteknik. Till exempel utsågs Per Emanuel Ullberg (född 1866) år 1917 till "professor i byggnadslära och kulturteknik med fältmätning" vid Lantbruksinstitutet i Ultuna och Yngve Gustafsson utsågs 1955 till professor i kulturteknik vid sektionen för lantmäteri vid Kungliga Tekniska Högskolan.
Ordet har också använts om tekniska lösningar inom den andliga odlingen, som läs- och skrivkonsten.